# Ostseeflughafen Stralsund-Barth
Ostseeflughafen Stralsund-Barth også benævnt Flughafen Barth (IATA: BBH, ICAO: EDBH), er en regional lufthavn i amtet Barth, Landkreis Nordvorpommern, Mecklenburg-Vorpommern. Der er 25 km til Stralsund.

## Historie
I 1936 blev lufthavnen indviet som flyvevåbnets Flughafen Barth. Fra 2. verdenskrig og helt frem til 1975 blev den brugt til militære formål med fokus på området omkring Østersøen. I den nazistiske tid fra 1936 til 1945 brugte man kvinder fra den nærliggende KZ Barth, Ravensbrück, som arbejdere i lufthavnen. Efter krigen samlede man reservedele til fly.
åbnede styret fra DDR for kommerciel brug til indenrigstrafik. Først var det DDR Lufthansa (senere Interflug), der åbnede ruter fra Barth. Hver dag var der rutefly til Berlin, Leipzig, Erfurt og Dresden.
Passagertransporten ophørte i 1975. I 15 år blev området om sommeren brugt til let landbrugsdrift og faldskærmsudspring indtil 1990, hvor Tyskland blev genforenet. Her fik lufthavnen sin godkendelse som operationel lufthavn tilbage, og i juli 1991 blev lufthavnsoperatøren Baltic Stralsund-Barth GmbH stiftet. I 1994 kom der igen landingslys på landingsbanen, og i årene efter blev der installeret udstyr, så man kunne lande om natten og i tåge. I 2010/2011 skal der bygges et nyt tårn og en ny terminal til en samlet pris på 2.7 millioner €. De gamle bygninger fra 1950'erne vil blive revet ned.
Der har flere gange været afholdt flyshow i lufthavnen.